# La Selva (Navès)
|  | Aquest article tracta sobre l'entitat de població de Navès. Vegeu-ne altres significats a «Selva (desambiguació)». |

La Selva és una de les nou entitats de població del municipi de Navès (Solsonès). No té cap nucli de poblament agrupat.

## Demografia
| Evolució demogràfica |            |            |            |                   |                   |                   |       |
| Any                  | Nucli urbà | Nucli urbà | Nucli urbà | Poblament dispers | Poblament dispers | Poblament dispers | Total |
| Any                  | Homes      | Dones      | Total      | Homes             | Dones             | Total             | Total |
| 2000                 | 0          | 0          | 0          | 7                 | 13                | 20                | 20    |
| 2001                 | 0          | 0          | 0          | 7                 | 12                | 19                | 19    |
| 2002                 | 0          | 0          | 0          | 7                 | 12                | 19                | 19    |
| 2003                 | 0          | 0          | 0          | 9                 | 13                | 22                | 22    |
| 2004                 | 0          | 0          | 0          | 9                 | 13                | 22                | 22    |
| 2005                 | 0          | 0          | 0          | 7                 | 12                | 19                | 19    |
| 2006                 | 0          | 0          | 0          | 7                 | 9                 | 16                | 16    |
| 2007                 | 0          | 0          | 0          | 7                 | 9                 | 16                | 16    |
| 2008                 | 0          | 0          | 0          | 7                 | 10                | 17                | 17    |
| Font: INE            |            |            |            |                   |                   |                   |       |